# NGC 4824
NGC 4824 ist ein etwa 15 mag heller Stern im Sternbild Haar der Berenike (Rektaszension: 12:56:36.2; Deklination: +27:26:01). Er wurde am 19. April 1885 von Guillaume Bigourdan bei einer Beobachtung irrtümlich für eine Galaxie gehalten und erlangte so einen Eintrag in den Katalog.